# Claudia Keller
Claudia Keller (auch Claudia Klein; * 18. August 1944 in Schreiberhau, heute Szklarska Poręba, Polen) ist eine deutsche Schriftstellerin.

## Leben
Claudia Keller entstammt einer Künstlerfamilie: Ihre Mutter war Tänzerin, ihr Vater Schauspieler und ihr Großvater Schriftsteller. Geboren im niederschlesischen Landkreis Hirschberg im Riesengebirge, wuchs sie im Ruhrgebiet auf. Von dort siedelte sie Anfang der 1980er Jahre mit ihrer Familie in den Schwarzwald über. Später wurde sie in Frankfurt am Main ansässig.
Ihr Debüt als Romanautorin gab sie 1977 mit Das Ehespiel, seinerzeit noch als Claudia Klein. Der Durchbruch gelang ihr 1988 mit Windeln, Wut und wilde Träume. Briefe einer verhinderten Emanze. Für diesen auch ins Italienische und Japanische übersetzten Briefroman entwickelte sie die Figur der Lisbeth, die sich in ihrer lustlosen Ehe mit ihrem grämlichen Mann Benno I, dem Kleinkind Benno II und ihrer pubertierenden Tochter herumplagt und davon ihrer Freundin Paula in bissig-selbstironischen Briefen berichtet. 1990 und 1992 folgten zwei Fortsetzungsbände mit weiteren Briefen der „verhinderten Emanze“. Zu ihren weiteren besonders erfolgreichen Werken zählen Ich schenk dir meinen Mann! (1995) und Einmal Himmel und retour (1997). Ihre Romane mit einer Gesamtauflage in Millionenhöhe erschienen unter anderem im Fischer-Taschenbuch-Verlag, im Heyne Verlag sowie seit Mitte der 1990er Jahre vorrangig bei Blanvalet. Ihr bislang (Stand 2012) letztes Buch, Den Teufel an die Wand, erschien 2004.
Seit ihren ersten Erfolgen Ende der 1980er Jahre lässt sich Claudia Keller als Vertreterin der unterhaltenden Frauenliteratur einordnen, die auf zumeist humorvolle Weise diverse Beziehungsfragen und -probleme thematisiert. Im Gegensatz zu ähnlich erfolgreichen Autorinnen wie Hera Lind kommen ihre Romane ohne „Superweiber“ aus, sind aber ebenfalls autobiografisch geprägt. So ließ sie etwa in Schaffe, spare, Häusle baue. Lehrjahre einer Reigschmeckten (1988) auch ihre eigenen Erfahrungen nach dem Umzug vom Ruhrgebiet in den Schwarzwald einfließen. Später unter dem Titel Frühstück unterm Fliederbusch neu herausgebracht, gehört es zu ihren erfolgreichsten Werken.
Drei von Kellers Romanen wurden bislang als Fernsehfilme für das ZDF adaptiert. Bei Ich schenk dir meinen Mann (1998) und Ich schenk dir meinen Mann 2 – nach Kellers Roman Unter Damen – führte jeweils Karola Hattop Regie. In beiden Verfilmungen spielen Hannelore Elsner und Rosemarie Fendel mit. In der Adaption von Einmal Himmel und retour (2000) sind unter der Regie von Thomas Jacob August Zirner, Christine Neubauer, Catherine Flemming und Ruth-Maria Kubitschek in den Hauptrollen zu sehen.
Von 1985 bis 1992 war Keller Mitglied im Verband deutscher Schriftsteller (VS).

## Auszeichnungen
- 1986: Literaturpreis der Stadt Aachen
- 1986: Fabrikschreiberpreis der Romanfabrik Frankfurt
- 1989: Hafiz-Preis, Düsseldorf[1]

## Werke
- Das Ehespiel: Ein heiterer Roman. Langen-Müller, München; Wien 1977, ISBN 3-7844-1657-8. (als Claudia Klein)
- Streitorchester: Roman. Droemersche Verlagsanstalt Knaur, München 1986, ISBN 3-426-08058-3. (ab 2002 unter dem Titel Liebling, du verstehst mich schon...)
- Du wirst lachen, mir geht's gut: Roman. Droemer Knaur, München 1987, ISBN 3-426-08057-5.
- Windeln, Wut und wilde Träume: Briefe einer verhinderten Emanze. Fischer-Taschenbuch-Verlag, Frankfurt am Main 1988, ISBN 3-596-24721-7.
- Schaffe, spare, Häusle baue. Lehrjahre einer Reigschmeckten. Salzer, Heilbronn 1988, ISBN 3-7936-0265-6. (ab 1992 unter dem Titel Frühstück unterm Fliederbusch)
- Selbst Wunder sind möglich: Eine heitere Liebesgeschichte. Heyne, München 1989, ISBN 3-453-03296-9.
- Herbst in Baden-Baden: heitere Kurzgeschichten. Salzer, Heilbronn 1989, ISBN 3-7936-0591-4.
- Kinder, Küche und Karriere: Neue Briefe einer verhinderten Emanze. Fischer-Taschenbuch-Verlag, Frankfurt am Main 1990, ISBN 3-596-10137-9.
- Der blau-weiß-rote Himmel: Eine Sommergeschichte. Heyne, München 1990, ISBN 3-453-03679-4.
- Der Flop: Roman. Fischer-Taschenbuch-Verlag, Frankfurt am Main 1991, ISBN 3-596-24753-5.
- Mit Daria Jedamski: Zeiterleben: Eine Untersuchung über Zeitsysteme, in denen Hausfrauen leben. Universität Hohenheim, Stuttgart 1992. (Diplomarbeit)
- Frisch befreit ist halb gewonnen: Reisebriefe einer verhinderten Emanze. Fischer-Taschenbuch-Verlag, Frankfurt am Main 1992, ISBN 3-596-10752-0.
- Kein Tiger in Sicht: satirische Geschichten. Fischer-Taschenbuch-Verlag, Frankfurt am Main 1993, ISBN 3-596-11945-6.
- Ich schenk dir meinen Mann! Roman. Blanvalet, München 1995, ISBN 3-7645-2568-1.
- Einmal Himmel und retour: Roman. Blanvalet, München 1997, ISBN 3-7645-2575-4.
- Unter Damen: Roman. Blanvalet, München 1999, ISBN 3-7645-0034-4.
- Die Vorgängerin: Roman. Blanvalet, München 2001, ISBN 3-7645-0035-2.
- Den Teufel an die Wand: Roman. Blanvalet, München 2004, ISBN 3-7645-0136-7.